# D46 (hunebed)
Hunebed D46 ligt, evenals hunebed D47, sinds circa 1960 midden in een woongebied; de wijk Angelslo in de plaats Emmen in de Nederlandse provincie Drenthe. Beide liggen tussen flatgebouwen in. Het hunebed ligt in een plantsoentje aan de Fokkingeslag.

## Bouw
Het hunebed wordt toegeschreven aan de trechterbekercultuur. Het heeft vier dekstenen, één deksteen ontbreekt. Een van de aanwezige dekstenen heeft boorgaten. Er zijn twee sluitstenen en vijf paar draagstenen. Het hunebed is 9,5 meter lang en 3,6 meter breed.

## Geschiedenis
Het hunebed wordt vermeld op de Hottingerkaart (1788-1792). In de 1872 kocht de Staat der Nederlanden dit hunebed van de markegenoten van Zuid- en Noordbarge. John Hofstede groef in 1809 in een hunebed een complete trechterbeker op. Onbekend is of dit D46 of D47 is geweest. De trechterbeker is in de collectie van het Drents Museum. Van Giffen beschrijft het hunebed: "Weliswaar sterk gestoord, doch de oorspronkelijke staat is nog gemakkelijk herkenbaar". Hij herkende boorgaten in een van de dekstenen. Het hunebed is gerestaureerd in 1960 en in 1997. De kelderinhoud is nooit wetenschappelijk onderzocht

## Society of Antiquaries[6]
In Engeland ontstond in de jaren zeventig van de 19e eeuw bezorgdheid over de wijze waarop in Nederland hunebedden werden gerestaureerd. In die kringen was men vooral bezorgd dat met de restauraties het oorspronkelijk beeld van de situatie verloren zou gaan. De directeur van de Society of Antiquaries in Londen verzocht de oudheidkundigen William Collings Lukis en sir Henry Dryden om de staat waarin de hunebedden zich op dat moment bevonden nauwkeurig vast te leggen. Zij bezochten in juli 1878 Drenthe en brachten veertig hunebedden op de Hondsrug in kaart. Ze hebben opmetingen verricht en beschreven de aangetroffen situatie, die zij tevens vastlegden in een serie aquarellen. Hun rapportage aan de Society of Antiquaries verscheen echter niet in druk. Hun materiaal werd bewaard bij de Society of Antiquaries, het Guernsey Museum & Art Gallery en het Drents Museum. Het Ashmolean Museum in Oxford bezit kopieën van hun werk. In 2015 publiceerde de Drentse archeoloog dr. Wijnand van der Sanden alsnog hun werk. Hij voorzag hun materiaal van een uitgebreide inleiding. Ook schetste hij de ontwikkelingen met betrekking tot het archeologisch onderzoek van de hunebedden na hun onderzoek tot 2015. Hij gaf als oordeel dat het werk van Lukis en Dryden van hoge kwaliteit was. In het Drents Museum was in 2015 een tentoonstelling over het werk.
Hunebed D46 is weergegeven op Plan XXXVII: Lukis en Dryden bezochten het hunebed op 22 juli 1878. Tijdens hun bezoek lag het hunebed nog op de heide. Lukis en Dryden beschreven dat er op circa 335 meter afstand nog een hunebed lag (D47). Het hunebed had vijf draagstenen op de zuidkant en drie op de noordkant, beide sluitstenen waren nog aanwezig. De deksteen aan de oostkant was van zijn plek gegooid en lag aan de oostkant naast het bouwwerk. Er lag ook een deksteen in de grafkelder. Twee dekstenen lagen aan de westkant van het bouwwerk. De ingang was aan de zuidzijde. De dekheuvel had een diameter van 20 bij 16,5 meter. De dekheuvel was recentelijk verlaagd. Er was in het verleden onderzoek gedaan, maar de resultaten hiervan waren niet bekend. Het hunebed is in eigendom van de staat.
Meerdere grafheuvels, die tussen dit hunebed en hunebed D46 lagen, waren geopend.